# Willenhall, Coventry
Willenhall är en stadsdel i Coventry, i distriktet Coventry, i grevskapet West Midlands, i England. Willenhall var en civil parish från 1866 till 1932 då den blev en del av Coventry och Baginton. Denna civil parish hade 348 invånare år 1931.